# Universität Jyväskylä

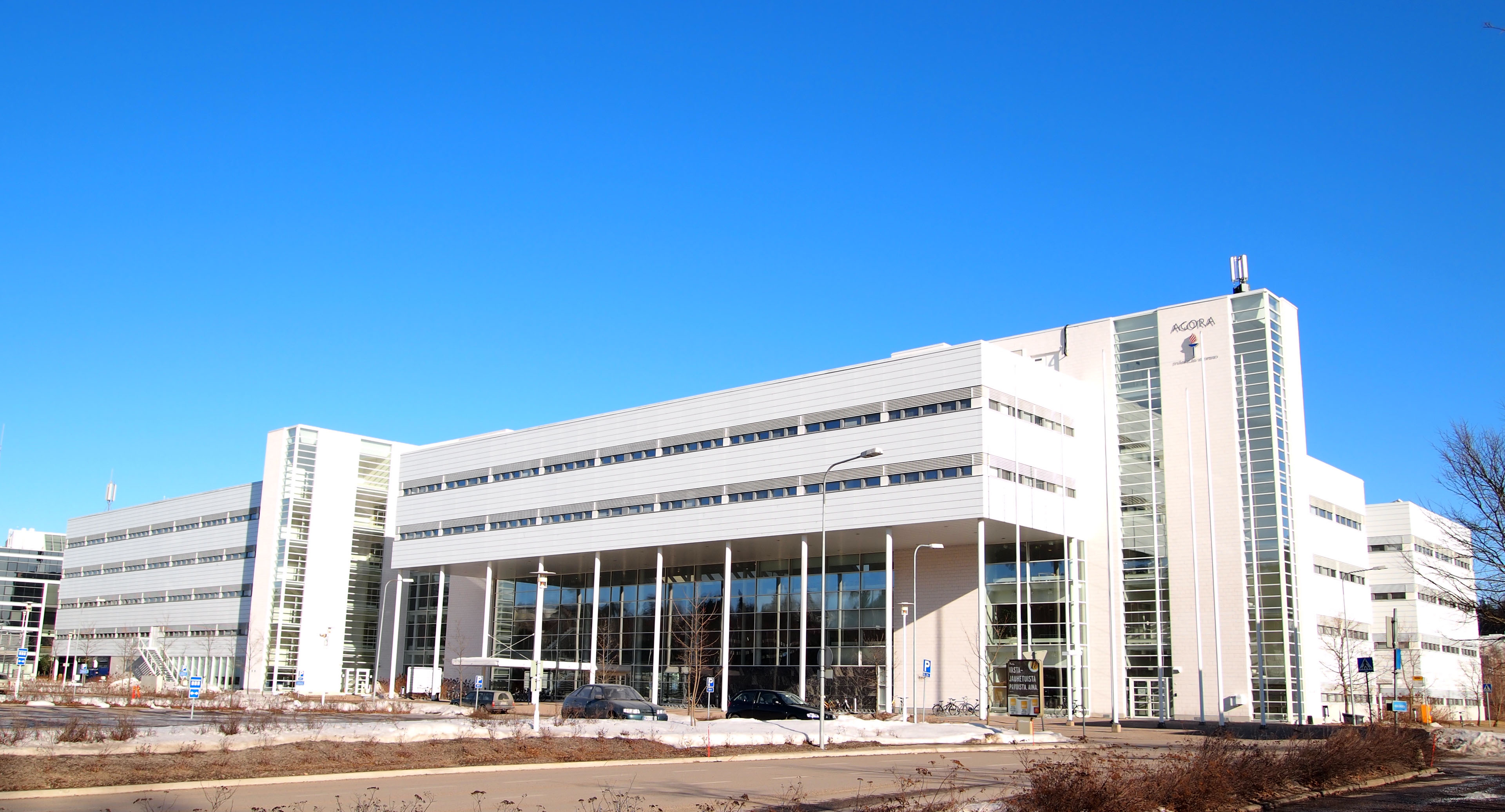
Die Agora der Universität Jyväskylä

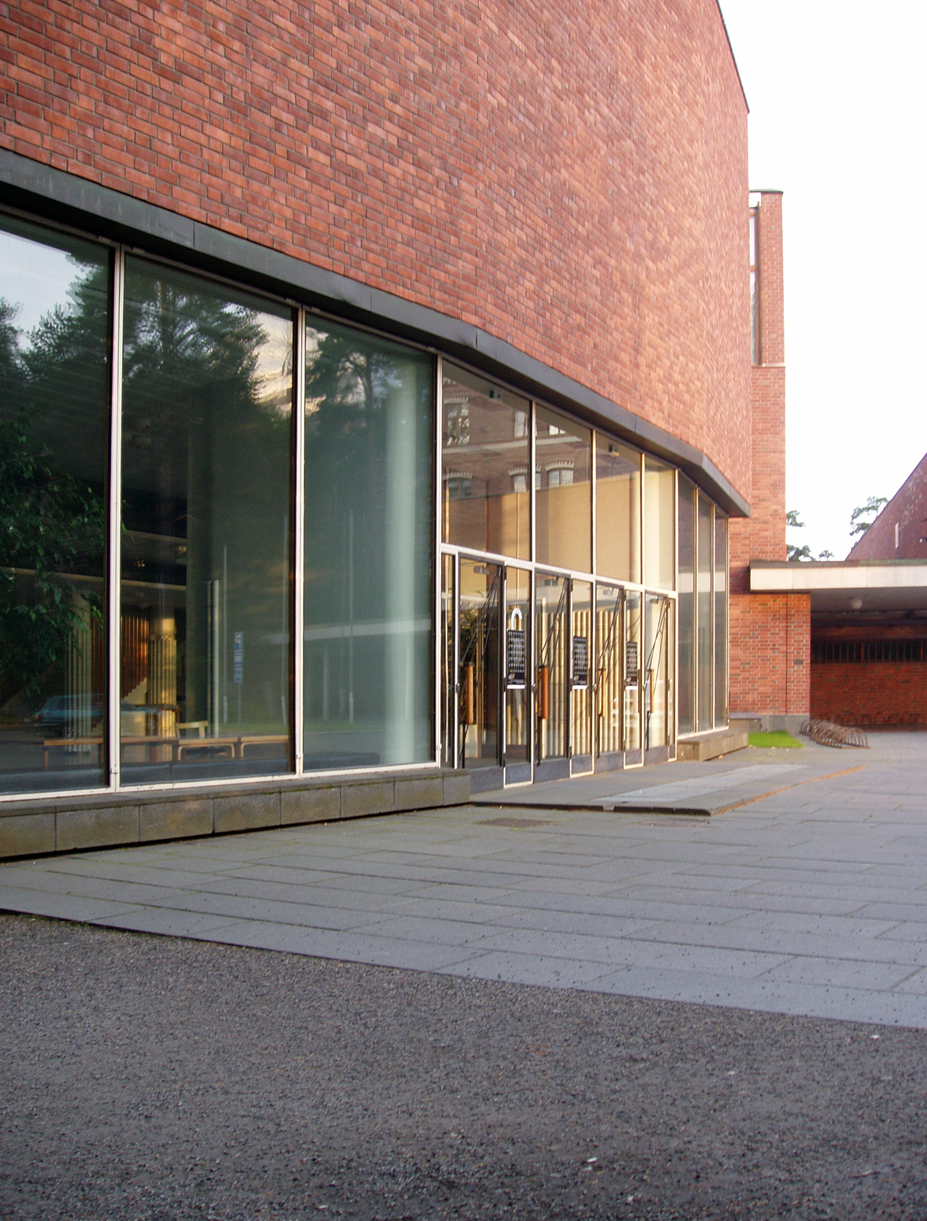
Audimax der Universität Jyväskylä

Die Universität Jyväskylä (finnisch: Jyväskylän yliopisto) ist eine staatliche Universität in der finnischen Stadt Jyväskylä mit rund 16.000 Studenten und 2.300 wissenschaftlichen Angestellten (2005).
Die Universität geht auf die erste finnischsprachige Schule aus dem Jahre 1863 zurück, welche 1937 zur Hochschule wurde und in den 1960er Jahren den Status einer Universität erhielt.

## Fakultäten
Es gibt sieben Fakultäten:
- Fakultät für Humanwissenschaften
- Fakultät für Informationstechnologie
- Fakultät für Erziehung
- Fakultät für Sport- und Gesundheitswissenschaften
- Fakultät für Mathematik und Naturwissenschaften
- Fakultät für Wirtschaftswissenschaften
- Fakultät für Sozialwissenschaften

Insgesamt können Studierende aus 80 Haupt- und 100 Nebenfächern wählen.

## Campus
Der Campus gliedert sich in drei Teile auf, die per Fuß oder Fahrrad bequem erreicht werden können. Der nördlichste Teil der Universität ist der Seminaarinmäki. Daran gliedert sich der Mattilanniemi an. Eine Brücke über den Jyväsjärvi, dem See an dem Jyväskylä gelegen ist, führt zum Ylistönrinne, wo überwiegend die naturwissenschaftlichen Fächer gelehrt werden. Die Gebäude auf dem dritten Campus-Teil Ylistönrinne sowie einige Gebäude der anderen Teile wurden von dem finnischen Architekten Alvar Aalto entworfen.